# Monterrico (Santa Rosa)
Monterrico es un pueblo ubicado en la costa del pacífico de Guatemala en el municipio de Taxisco, Santa Rosa.
Monterrico es el centro de actividades de la “Reserva Natural de Monterrico.” La reserva natural es conocida por sus playas negras de arena volcánica y por la afluencia anual de tortugas marinas. La zona es una de los principales atractivos turísticos de playa en la zona del pacífico guatemalteco. El pueblo se está volviendo más popular entre los turistas extranjeros, en gran parte debido a los esfuerzos locales de conservación de las tortugas marinas así como la atmósfera relajada de la zona.
La reserva natural se extiende desde el Río María Linda hasta el Río Los Esclavos abarcando casi toda la Costa Sur de Santa Rosa. 
División territorial de la Reserva Natural de Monterrico:
Dentro de la reserva natural de Monterrico se encuentran ubicadas 16 aldeas y 1 pueblo.
Pueblo:
1. Monterrico

Aldeas:
1. La Avellana
2. Agua Dulce
3. El Pumpo
4. Las Lisas
5. Las Quechas
6. El Banco
7. La Candelaria
8. Madre Vieja
9. El Garitón
10. El Sunzo
11. La Curvina
12. El Cebollito
13. El Hawaii
14. Las Mañanitas
15. El Rosario de La Muerte
16. El Dormido

## Galeria
|                                                     |
| Imagen del Mar de Monterrico con Alineación de Aves |

|                                  |
| Imagen de la Playa de Monterrico |

|                                         |
| Imagen del Pueblo de Monterrico en 1998 |

|                         |
| Manglares de Monterrico |

|            |
| Panoramica |

- Datos: Q1946137
- Multimedia: Monterrico / Q1946137